# マンコ・カパック (モニター)

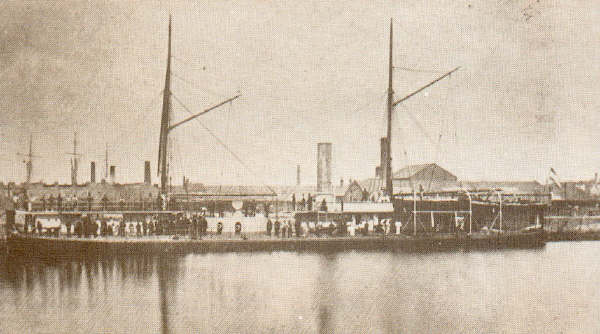
「マンコ・カパック」

マンコ・カパック (Manco Cápac) はペルー海軍のモニター。アメリカ合衆国からカノニカス級モニター「オネオタ (USS Oneota)」を購入したものである。太平洋戦争中に自沈した。
排水量2100トン、トン数1034トン、全長225フィート、幅43フィート3インチ、吃水13フィート6インチ。振動レバー機関1基とボイラー4基搭載、出力320指示馬力で速力8ノット。兵装は15インチ滑腔砲2門。装甲は砲塔10インチ、舷側5インチ、甲板1.5インチであった。
オハイオ州シンシナティのAlexander Swift & Companyで建造。1864年5月21日進水。1865年3月に「オネオタ」は同型の「カトーバ」とともにMound Cityへ移り、南北戦争終結後の6月10日に「オネオタ」は竣工。アメリカ海軍で就役することはなく、Mound Cityで係船された。1865年中ごろには「オネオタ」と「カトーバ」はカイロの向かい側のより水深の深い場所へ移された。しかし、そこは安全ではなかった。1866年3月27日、艀を曳航していた汽船によって錨鎖を切断されたモニター「Tippecanoe」が「オネオタ」に衝突し、その後2隻は下流へ2マイル流されるという事故が発生。その事故後、同地のモニターはニューオーリンズへ移された。
1867年、ペルーの代表団がモニター購入を目的にアメリカ合衆国に来る。10月、Alexander Swift & Companyの代理人は「オネオタ」と「カトーバ」をそれぞれ100万ドルでペルー海軍へ売却する契約を結んだ。両艦はアメリカ海軍に引き渡し済みであったが買戻しが可能となり、1896年4月にAlexander Swift & Companyは2隻を775000ドルで購入した。
「オネオタ」は「マンコ・カパック」、「カトーバ」は「アタワルパ」と改名された。ペルーへの回航にあたって前部に水除が設けられ、また帆走用のマスト2本が建てられた。また、両艦の曳航用に汽船「Reyes」、「Marañon」が購入された。1869年1月にニューオーリンズを出発したが、故障発生のためペンサコーラで30日間留まることとなった。キーウェストからバハマへ向かう途中ではキューバの反乱支援に向かうのだと噂されたことでスペインのフリゲート「Fernando el Catolico」、「Tetuan」の追跡を受け、その次は悪天候により曳航をやめざるを得なくなり、各艦船は離れてしまう。天候がある程度よくなり「Reyes」が「マンコ・カパック」の曳航を再開しようとした際、「Reyes」は波によって「マンコ・カパック」の衝角に衝突。「マンコ・カパック」用の物資と共に沈没してしまった。この事故では7名が死亡した。「マンコ・カパック」はもっとも近い陸地へと向かい、たどり着いたキューバのNaranjoで補給を認められた。しかしそこでは石炭は手に入らなかったため、燃料として木材を積み込んだ。その後、「マンコ・カパック」はヴァージン諸島のセント・トーマス島で「アタワルパ」と合流。そこで、「Reyes」の代わりとなる船「Pachitea」の到着を待った。9月15日、「マンコ・カパック」はリオ・デ・ジャネイロで座礁。修理に3か月を要した。同地でコルベット「Unión」が加わり、1870年1月29日にマゼラン海峡に到達。そして、5月11日にカヤオに到着した。
1879年、太平洋戦争が勃発する。8月、「マンコ・カパック」は輸送船「Talismán」に曳航されてカヤオからアリカに移った。11月、チリ海軍はアリカ封鎖を開始。1980年2月27日、「マンコ・カパック」は「ワスカル」と交戦し、命中弾を与えて前檣と司令塔を破壊。「ワスカル」では艦長が戦死し、また壊れた前檣によって砲塔が動かなくなり、「ワスカル」は撤退した。3月16日から17日の夜、物資を積んだコルベット「Unión」は封鎖を抜けてアリカに到着。それを受けて「ワスカル」や「アルミランテ・コクレーン」、「Amazonas」が攻撃を開始し、「マンコ・カパック」はそれらと交戦して命中弾を与えた。6月5日、アリカ近くに到着したチリ軍はペルー軍と砲火を交わす。翌日には「アルミランテ・コクレーン」、「Loa」、「マガジャネス」、「コバドンガ」による艦砲射撃も加わり、「マンコ・カパック」はそれらと交戦した。この日、「マンコ・カパック」は「コバドンガ」に命中弾を与えた。6月7日、アリカは陥落し、「マンコ・カパック」は自沈した。